# Vlăsceni, Dâmbovița
Vlăsceni este un sat în comuna Potlogi din județul Dâmbovița, Muntenia, România.